# Coral Gables
Coral Gables, surnommée The Gables, est une ville des États-Unis située dans le comté de Miami-Dade, dans l'État de Floride, directement au sud de la ville de Miami. À Coral Gables se situent les sièges de l’université de Miami et du National Hurricane Center.
La population était de 42 249 habitants en 2000. Selon le bureau du recensement des États-Unis, la ville de Coral Gables a  une population de 42 871 habitants en 2005.

## Histoire
Coral Gables était une des premières communautés planifiées et préfigurait le développement de la gated community et de « l'association des propriétaires », notoire pour ses règlements esthétiques. La ville a été fondée par George Merrick dans les années 1920. L'architecture de la ville est presque entièrement méditerranéenne, caractérisée par des toits en tuiles de terre cuite, des tourelles, de spacieuses cours intérieures, des loggias et l'utilisation du fer forgé.
Merrick fit décorer le district du centre-ville commercial sur une largeur équivalant à seulement quatre pâtés de maisons et sur une longueur de deux miles. Le quartier était desservi par une ligne de trolley gratuite. Celle-ci descendait le boulevard Ponce de León, l'artère principale traversant le quartier commercial. Le système du vieux trolley a été remplacé par les voitures, jusqu'à ce qu'un nouveau trolley gratuit fût inauguré en novembre 2003. Maintenant, Coral Gables est connu pour ses rues piétonnes.
Située à seulement quatre miles de l'aéroport international de Miami, « The Beautiful City » est fière de ses cent quarante restaurants et magasins gastronomiques, ainsi que de ses nombreux magasins de marques internationales.
En 1925, simultanément après la fondation de Coral Gables, la ville est choisie comme le lieu de la maison de l'Université de Miami.
 Celle-ci a été construite sur cent hectares de jardins, à l'ouest de la Route 1, et ne se trouve qu'à environ deux miles du centre-ville.

## Géographie
Coral Gables est située à 25°43′42″ Nord et 80°16′16″ Ouest au sud-ouest de Miami. 

La superficie de la ville est de 96,2 km² avec 62,2 km² de terre et 34 km² d'eau avec une altitude moyenne de 2,8 mètres.

## Démographie
La ville était en l'an 2000 peuplée de 42 249 habitants. 16 793 ménages et 10 243 familles résidant dans la ville. 

La densité de population était de 1242,4 hab/km², 17 849 maisons d'une densité de 524,9 maisons/km². 

Elle est composée de 91,83 % de Blancs, 3,30 % de Noirs, 0,13 % d'Amérindiens et 1,68 % d'Asiatiques.
Les Hispaniques étaient de 46,64 % de la population.
Dans la ville, la population est composée de 17,4 % de moins de 18 ans, 13,9 % de 18 à 24 ans, 29 % de 25 à 44 ans, 23,9 % de 45 à 64 ans et 15,8 % de plus de 65 ans. L'âge médian est donc de 38 ans. Pour 100 femmes il y a 87 hommes. Pour 100 femmes âgées de plus de 18 ans, il y a 85.6 hommes.
Le revenu moyen par ménage était de 66 839 $, et le revenu moyen pour une famille est de 98 553 $. Les hommes ont un revenu moyen de 66 178 $ contre 39 444 pour les femmes. Le revenu par tête est de 46 163 $. Environ 4,3 % des familles et 6,9 % de la population est en dessous du seuil de pauvreté, 5,6 % d'entre eux ont moins de 18 ans et 6 % de plus de 65 ans.
Coral Gables demeure encore de nos jours l'une des enclaves résidentielles les plus recherchées dans la région métropolitaine de Miami.
| 1930  | 1940  | 1950   | 1960   | 1970   | 1980   |
| ----- | ----- | ------ | ------ | ------ | ------ |
| 5 697 | 8 294 | 19 837 | 34 793 | 42 494 | 43 241 |

| 1990   | 2000   | 2010   | - | - | - |
| ------ | ------ | ------ | - | - | - |
| 40 091 | 42 249 | 46 780 | - | - | - |

## Jumelages
Coral Gables est jumelée avec 7 communes :
- Antigua Guatemala (Guatemala)
- Aix-en-Provence (France)
- Carthagène (Colombie)
- El Puerto de Santa Maria (Espagne)
- Grenade (Espagne)
- Pise (Italie)
- Quito (Équateur)

## Personnalités
- Le couple d'écrivains républicains espagnols formé par l'universitaire Zenobia Camprubí (1887-1956) et le poète Juan Ramón Jiménez (1881-1958), s'exile à Coral Gables après la guerre d'Espagne[2]. Ce dernier crée Romances de Coral Gables[3] ;
- Roxcy Bolton (1926–2017), féministe et activiste des droits des femmes, est décédée à Coral Gables.